# Monasterio de Privina Glava
El monasterio de Privina Glava (en serbio: Манастир Привина Глава y manastir Privina Glava) es un monasterio ortodoxo serbio ubicado en Sirmia en la Voivodina. Está situado cerca de la aldea de Privina Glava en la eparquía de Sirmia. Es uno de los 16 monasterios de Fruška Gora.

## Historia
Privina (Pribina) Glava es el monasterio más occidental de los 16 monasterios de Fruška Gora. El monasterio está situado en el extremo occidental de Fruška gora, a unos cinco kilómetros al noreste de la ciudad de Šid, junto al pueblo del mismo nombre Privina Glava.
Gabriel Marić fue el abad del monasterio en el período de 2002. a 2017. año.
Pertenece a la Diócesis de Sirmia de la Iglesia ortodoxa de Serbia y representa un bien cultural inamovible como monumento cultural de excepcional importancia.
Este monasterio lleva el nombre del fundador, un noble (en su vejez, un ermitaño) Pribil del siglo XII. Ese viejo ermitaño supuestamente reunió a sacerdotes exiliados de Moravia Similares a él, y construyó la primera iglesia y celdas al este del manantial (donde ahora está el cementerio del monasterio).
Probablemente fue renovado en 1496. año  por el déspota Jovan y el obispo Maksim Branković, pero según documentos turcos, su fundación o renovación está relacionada con mediados del siglo XVI. El déspota Jovan Brankovic tenía su silla (una ciudad fortificada) en la cercana Beraskovo, en la colina Despotovac.
La capilla del monasterio se construyó en el nacimiento de un arroyo llamado Pribil. Según el cuaderno turco de 1566-1567. Privina Glava fue mencionado en el siglo XVII con motivo de la restauración de un manuscrito iluminado del siglo XIV, más conocido como el "Salterio de Munich". Durante las guerras turco-austríacas, el monasterio estaba desierto debido a los frecuentes disturbios, por lo que los monjes Regresó al monasterio solo después de la conclusión de la Paz de Karlovac en 1699. año.